# Kudlovich Imre
Kudlovich Imre (Mezőkövesd, 1827. március 28. (keresztelés) – Mezőkövesd, 1897. június 21.) országgyűlési képviselő, 1853 és 1860 között Mezőkövesd polgármestere.

## Élete
Kudlovich András postamester és Komáromi Terézia fia. A gimnáziumot Miskolcon és Egerben végezte, a jogot Eperjesen. A szabadságharc Budapesten érte mint táblai jegyzőt és az elsők között volt, akik beállottak nemzetőröknek. 1849-ben megválasztották Borsod megye rendszeresített esküdtjének, 1853-ban Mezőkövesd polgármesterének és e hivatalt 1860-ig viselte. 1867-től 1871-ig az egri járás szolgabirája volt, de ez állásáról lemondott, mert kinevezték mezőkövesdi járásbírónak. A közügyekben szerzett érdemeiért 1881-ben a Ferenc József-rend lovagkeresztjét kapta. 1887-ben országgyűlési képviselővé választatott a mezőkövesdi kerüleben. A Szabadelvű Párt híve volt. Később nyugalomba vonult. Neje Bulyi Franciska volt.
Országgyűlési beszédei a Naplókban vannak.